# Nagroda Szpilmana

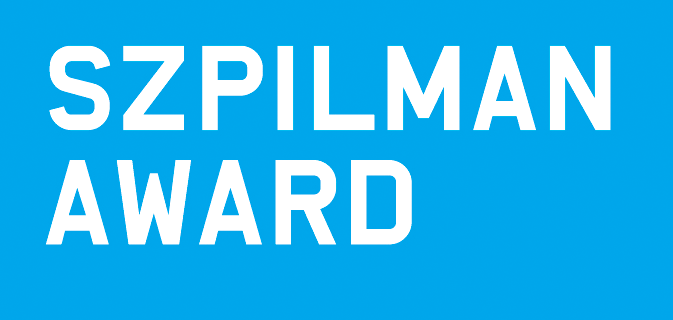
Logo Nagroda Szpilmana

Nagroda Szpilmana (angielski: Szpilman Award) jest corocznym konkursem artystycznym. Nagroda przyznawana jest za prace artystyczne istniejące tylko przez moment lub krótki okres. Jej głównym celem jest promowanie dzieł tworzonych z efemerycznych sytuacji. Pierwszy raz przyznana została w 2003 roku i do dziś pozostaje jedyną nagrodą wręczaną za efemeryczne dzieła sztuki. Konkurs otwarty jest dla każdego.

## Założenia
Konkurs Nagroda Szpilmana jest tworzony, finansowany i organizowany przez niemiecką grupę artystyczną Szpilman. Nagroda stworzona została w 2003 roku. Początkowo ubiegać się o nią mogli uczestnicy tylko z Niemiec. Zasady uległy zmianie w 2004 roku: nagrodę zaczęto wtedy przyznawać artystom z całej Europy, dzięki czemu zainteresowanie nią wzrosło. W 2006 roku grupa Szpilman usunęła wszelkie ograniczenia: zgłoszenia do konkursu nadsyłać mogli uczestnicy z całego świata. Zwycięzcę Nagrody Szpilmana wyłania Jury złożone z maksymalnie 10 członków oraz zwycięzcy z poprzedniego roku. Nagroda zawiera zmienną nagrodą pieniężną (kwota zbierana jest przez członków Jury równolegle do prowadzenia konkursu i nosi nazwę „Jackpot Stipendium”), podróż do Cimochowizny (Polska) i zwycięski puchar przekazywany kolejnym zdobywcom nagrody w kolejnych latach.
Od 2008 roku Nagroda Szpilmana prowadzi codzienny biuletyn o sztuce efemerycznej Potz!Blitz!Szpilman!
W celu promocji sztuki efemerycznej członkowie Nagrody Szpilmana organizują również od 2006 roku wystawy w wielu miejscach na całym świecie pod tytułem Szpilman Award Shows. Wystawy te odbyły się w galeriach, muzeach i przestrzeniach publicznych w Austrii, Niemczech, Grenlandii, Izraelu, Szwajcarii, Holandii oraz Turcji.

## Zwycięzcy i finaliści
| Rok  | Zwycięzca                                                | Praca                                                                | Finaliści                                                                                | Notatki |
| ---- | -------------------------------------------------------- | -------------------------------------------------------------------- | ---------------------------------------------------------------------------------------- | ------- |
| 2003 | Julia Weidner (Niemcy)                                   | ‘Keep on’                                                            | Shannon Bool David Borchers Karin Felbermayr Stefan Hurtig Alice Musiol Gudrun Schuster  |         |
| 2004 | Catrin Bolt (Austria)                                    | ‘Ausstellung in der galerie.kärnten’                                 | Shannon Bool David Borchers i Gregor Schubert Matthias Lehmann Alice Musiol Gloria Zein  |         |
| 2005 | Albert Heta (Kosowo)                                     | ‘Embassy of the Republic of Kosova, Prague, Czech Republic’          | Wolfgang Breuer C5 Sarah Ortmeyer Michael Part Simone Slee Adrian Williams               |         |
| 2006 | Martin Flemming (Niemcy)                                 | ‘Wenn jeder denkt, es ist für alle, dann füttert niemand die Fische’ | Oleg Burjan Pol Matthé Stefanie Trojan                                                   |         |
| 2007 | Doug Fishbone (Wielka Brytania) Michał Sznajder (Polska) | ‘Untitled (Muslim in Cage in Freud Museum)' 'Here’                   | Evangelia Basdekis Anja Brendle i Sebastian Höhmann MeMe Marc Nothelfer Poison Idea      |         |
| 2008 | Kamila Szejnoch (Polska)                                 | ‘Swing’                                                              | Giorgina Choueiri Julia Dick Sai Hua Kuan Kate Mitchell Chris Richmond                   |         |
| 2009 | Hank Schmidt in der Beek (Niemcy)                        | ‘In den Zillertaler Alpen’                                           | Jennyfer Haddad Gerard Herman Jaroslav Kyša Roy Menahem Markovich Alexander Thieme       |         |
| 2010 | Sara Nuytemans i Arya Pandjalu (Holandia i Indonezja)    | ‘Treebute from Yogya’                                                | Anna Gohmert Jennyfer Haddad Maria Victoria Muñoz Castillo Berndnaut Smilde Tomas Werner |         |
| 2011 | Jaroslav Kyša (Wielka Brytania)                          | ‘The Barrier’                                                        | Jaś Domicz David Horvitz Petr Krátký Jinho Lim Péter Szabó                               |         |
| 2012 | Miná Minov (Bułgaria)                                    | ‘Bribe a Jury’                                                       | Kush Badhwar Alex Jones Max Schranner Amanda Wachob                                      |         |

## Jury
- Bernd Euler (Niemcy)
- Lise Harlev (Dania)
- Anna Henckel-Donnersmarck (Niemcy)
- Leonard Kahlcke (Wielka Brytania)
- Patrick Koch (Niemcy)
- Tina Kohlmann (Grenlandia)
- Claus Richter (Niemcy)
- Tina Schott (Belgia)
- Michał Sznajder (Polska)
- Zwycięzca z roku poprzedniego